# Золотий м'яч 1989
«Золотий м'яч 1989»

26 грудня 1989
Найкращий футболіст Європи: 
 Марко ван Бастен
 (вдруге)

← 1988 * Золотий м'яч * 1990 →
Золотий м'яч 1989 року — 34-те щорічне вручення нагороди найкращому футболісту Європи, за підсумками опитування від журналу «Франс Футбол».

## Процедура голосування
Участь у голосуванні за визначення найкращого футболіста в Європі взяли представники 27 футбольних асоціацій УЄФА, зокрема: Австрії, Албанії, Англії, Бельгії, Болгарії, Греції, Данії, Ірландії, Іспанії, Італії, Люксембурга, Нідерландів, НДР, Польщі, Португалії, Румунії, СРСР, Туреччини, Угорщини, Фінляндії, Франції, ФРН, Чехословаччини, Швейцарії, Швеції, Шотландії та Югославії. Серед респондентів знову не було представників з Норвегії, які до 1977 року були постійними учасниками опитувань. СРСР вдруге поспіль представляв журналіст українського видання «Спортивна газета» Овдій Піналов.
Кожен із членів журі обирав п'ятьох футболістів, які, на його думку, є найкращими гравцями Європи. За перше місце нараховували 5 очок, за друге — чотири, за третє — три, за четверте — два, за п'яте — одне очко. Переможець максимально міг отримати 135 очок.
Результати голосування були опубліковані 26 грудня 1989 року в журналі France Football (№ 2281).

## Підсумки голосування
Вдруге поспіль володарем нагороди став 25-річний нідерландський нападник клубу «Мілан» Марко ван Бастен.
Це другий із трьох «Золотих м'ячів» отриманих Марком ван Бастеном. Він також став четвертим футболістом, після Кігана, Румменігге та Платіні, який двічі поспіль виграв це трофей.
Друге та третє місця посіли його одноклубники Франко Барезі та Франк Райкард відповідно. Таким чином вдруге в історії вручення нагороди «Золотий м'яч» перші три місця посіли представники одного клубу (вперше у 1988 році також представники футбольного клубу «Мілан»). За історію вручення нагороди «Золотий м'яч» лише тричі представники одного клубу посідали перші три місця за підсумками опитування, з них двічі зробили це футболісти «Мілана» у 1988 та 1989 роках, і одного разу футболісти «Барселони» у 2010 році.
| Місце | Гравець              | Клуб                        | Країна            | Очки | %      | Місця | Місця | Місця | Місця | Місця | К-ть голосів |
| Місце | Гравець              | Клуб                        | Країна            | Очки | %      | 1-ше  | 2-ге  | 3-тє  | 4-те  | 5-те  | К-ть голосів |
| ----- | -------------------- | --------------------------- | ----------------- | ---- | ------ | ----- | ----- | ----- | ----- | ----- | ------------ |
| 1     | Марко ван Бастен     | Мілан                       | Нідерланди        | 119  | 88.1 % | 18    | 6     | 1     | 1     |       | 26           |
| 2     | Франко Барезі        | Мілан                       | Італія            | 80   | 59.3 % | 5     | 9     | 5     | 2     |       | 21           |
| 3     | Франк Райкард        | Мілан                       | Нідерланди        | 43   | 31.9 % | 2     | 3     | 6     | 1     | 1     | 13           |
|       |                      |                             |                   |      |        |       |       |       |       |       |              |
| 4     | Лотар Маттеус        | Інтернаціонале              | ФРН               | 24   | 17.8 % |       | 3     | 2     | 2     | 2     | 9            |
| 5     | Пітер Шилтон         | Дербі Каунті                | Англія            | 22   | 16.3 % | 1     | 1     | 1     | 4     | 2     | 9            |
| 6     | Драган Стойкович     | Црвена Звезда               | Югославія         | 19   | 14.1 % | 1     | 1     | 1     | 1     | 5     | 9            |
| 7     | Рууд Гулліт          | Мілан                       | Нідерланди        | 16   | 11.9 % |       |       | 3     | 2     | 3     | 8            |
| 8     | Георге Хаджі         | Стяуа                       | Румунія           | 11   | 8.1 %  |       | 1     | 1     | 2     |       | 4            |
| 8     | Юрген Клінсманн      | Штутгарт Інтернаціонале     | ФРН               | 11   | 8.1 %  |       | 1     |       | 2     | 3     | 6            |
| 10    | Мішель Прюдомм       | Мехелен                     | Бельгія           | 10   | 7.4 %  |       | 1     | 1     | 1     | 1     | 4            |
| 10    | Жан-П'єр Папен       | Олімпік (Марсель)           | Франція           | 10   | 7.4 %  |       |       | 2     | 2     |       | 4            |
|       |                      |                             |                   |      |        |       |       |       |       |       |              |
| 12    | Олексій Михайличенко | Динамо (Київ)               | СРСР              | 6    | 4.4 %  |       |       | 1     | 1     | 1     | 3            |
| 13    | Мічел                | Реал Мадрид                 | Іспанія           | 5    | 3.7 %  |       | 1     |       |       | 1     | 2            |
| 14    | Андреас Бреме        | Інтернаціонале              | ФРН               | 3    | 2.2 %  |       |       | 1     |       |       | 1            |
| 14    | Паулу Футре          | Атлетіко (Мадрид)           | Португалія        | 3    | 2.2 %  |       |       | 1     |       |       | 1            |
| 14    | Карл-Гайнц Рідле     | Вердер                      | ФРН               | 3    | 2.2 %  |       |       | 1     |       |       | 1            |
| 17    | Джон Барнс           | Ліверпуль                   | Англія            | 2    | 1.5 %  |       |       |       | 1     |       | 1            |
| 17    | Паккі Боннер         | Селтік                      | Північна Ірландія | 2    | 1.5 %  |       |       |       | 1     |       | 1            |
| 17    | Гленн Гисен          | Фіорентіна Ліверпуль        | Швеція            | 2    | 1.5 %  |       |       |       | 1     |       | 1            |
| 17    | Олег Кузнецов        | Динамо (Київ)               | СРСР              | 2    | 1.5 %  |       |       |       | 1     |       | 1            |
| 17    | Андреас Меллер       | Боруссія (Дортмунд)         | ФРН               | 2    | 1.5 %  |       |       |       | 1     |       | 1            |
| 17    | Хуліо Салінас        | Барселона                   | Іспанія           | 2    | 1.5 %  |       |       |       | 1     |       | 1            |
| 23    | Джанлука Віаллі      | Сампдорія                   | Італія            | 1    | 0.7 %  |       |       |       |       | 1     | 1            |
| 23    | Томас Гесслер        | Кельн                       | ФРН               | 1    | 0.7 %  |       |       |       |       | 1     | 1            |
| 23    | Олександр Заваров    | Ювентус                     | СРСР              | 1    | 0.7 %  |       |       |       |       | 1     | 1            |
| 23    | Роналд Куман         | ПСВ Барселона               | Нідерланди        | 1    | 0.7 %  |       |       |       |       | 1     | 1            |
| 23    | Роббі Лангерс        | Ніцца                       | Люксембург        | 1    | 0.7 %  |       |       |       |       | 1     | 1            |
| 23    | Гарі Лінекер         | Барселона Тоттенгем Готспур | Англія            | 1    | 0.7 %  |       |       |       |       | 1     | 1            |
| 23    | Паоло Мальдіні       | Мілан                       | Італія            | 1    | 0.7 %  |       |       |       |       | 1     | 1            |
| 23    | Тео Снелдерс         | Абердин                     | Нідерланди        | 1    | 0.7 %  |       |       |       |       | 1     | 1            |

## Цікаві факти
- Розподіл за амплуа серед 30 футболістів згаданих в анкетах наступний: 3 воротарі, 5 захисників, 12 півзахисників та 10 нападників.[1]
- Марко ван Бастен став сьомим гравцем в історії опитування, якому вдалося виграти нагороду більше одного разу. Також нідерландець став п'ятим гравцем, який двічі поспіль вигравав нагороду, до нього це робили Йоган Кройф, Кевін Кіган, Карл-Гайнц Румменігге та Мішель Платіні. Загалом в історії вручення нагороди, окрім згаданих футболістів, таке ж досягнення мають також Ліонель Мессі (чотири рази поспіль) та Кріштіану Роналду (двічі по два рази поспіль).
- Марко ван Бастен вчетверте поспіль потрапив у десятку найкращих підсумкового заліку опитування. У 1986 році нідерландець посів 8 місце (10 очок), у 1987 — 6 місце (10 очок), а у 1988 — 1 місце (129 очок).
- Представник Нідерландів вшосте виграв трофей «Золотий м'яч» (Йоган Кройф — тричі, Марко ван Бастен — двічі та Рууд Гулліт). Таким чином, за цим показником нідерландці вийшли в лідери, у ФРН було 5 нагород, у Англії та Франції — по 4, в Іспанії, Італії та СРСР — по 3 нагороди.
- Вчетверте лауреатом опитування став футболіст «Мілана» — до Марка ван Бастена це вдавалося Джанні Рівері (1969) та Рууду Гулліту (1987).
- «Мілан» став 3-м клубом представник якого виграв трофей «Золотий м'яч» щонайменше 4 рази. Найбільше таких нагород було у «Ювентуса» та «Баварії» — по 5, у «Манчестер Юнайтед», «Реала» (Мадрид), «Барселони» залишалося по 3 нагороди.
- 30 згаданих в анкетах гравців представляли 14 країн, з них найбільше було від ФРН — 6, Нідерландів — 5, Італії, Англії та СРСР — по 3, від Іспанії — 2 гравці.
- Вперше з 1969 року, а загалом вчетверте в історії, в анкетах респондентів був представлений футболіст з Люксембурга.
- Представники ФРН 33 роки поспіль згадувалися в анкетах респондентів. Усього за 34 роки вручення нагороди футболісти ФРН згадувалися в анкетах хоча б одного разу у 33-х опитуваннях, італійські гравці згадувалися у 32-х опитуваннях, футболісти Англії — у 30-ти, Франції та Іспанії — у 29-ти, СРСР — у 28-ми, Швеції — у 24-х, Шотландії — у 23-х, Португалії, Нідерландів та Югославії — у 22-х, Угорщини та Бельгії — у 20-ти опитуваннях.
- Німецькі футболісти найчастіше потрапляли в загальний залік опитувань — 128 разів, італійські — 97, англійські — 93, радянські — 65, французькі — 59, нідерландські — 57, іспанські — 54, угорські — 50 разів.
- Вдев'яте лауреатом трофею став представник італійської першості. Італійський чемпіонат вийшов в лідери за цим показником, у німецької першості було 8 трофеїв, у іспанської — 6, англійської — 4 трофеї.
- Всього в анкетах були згадані гравці із 21 клубу, серед них найбільше було представників «Мілана» — 5, «Інтернаціонале» — 3, від київського «Динамо», «Барселони» та «Ліверпуля» — по 2 гравці.
- Всього за 34 роки проведення опитувань в анкетах були згадані 429 футболістів із 166 клубів. Футболісти мадридського «Реала» та «Ювентуса» були згадані в опитуваннях хоча б одного разу у 25-ти випадках, «Інтернаціонале» — у 22-х, «Баварії» та «Барселони» — у 21-му, «Манчестер Юнайтед» та «Мілана» — у 20-ти, «Кельна» — у 16-ти, «Бенфіки», «Аякса», празької «Дукли», «Тоттенгем Готспур» та київського «Динамо» — у 14-ти, «Гамбурга» та «Црвена Звезди»  — у 13-ти випадках.
- Вперше в історії не було жодного клубу-дебютанта опитувань.
- Вперше в опитуваннях були згадані 10 футболістів, серед яких: майбутній володар «Золотого м'яча» Жан-П'єр Папен, а також знані захисники — Андреас Бреме та Паоло Мальдіні.
- Загалом 429 згаданих в анкетах футболістів за історію проведення опитування представляли 28 країн. Лідерами за кількістю таких футболістів були ФРН — 42, Англія — 38 та Італія — 36 гравців. У десятку лідерів також входили СРСР — 29, Франція — 28, Іспанія та Нідерланди — по 24, Югославія — 21, Угорщина — 18, а також Чехословаччина та Швеція — по 17 гравців.
- Рекордсменами за кількістю попадань у заліки опитувань залишалися Франц Бекенбауер та Йоган Кройф — в обох по 12 номінацій, у Еусебіу та Мішеля Платіні було 11 номінацій, у Льва Яшина, Джанні Рівери, Герда Мюллера — по 10, у Боббі Чарлтона та Сандро Маццоли — було по 9 номінацій.
- Лідером за кількістю потраплянь у чільну п'ятірку залишався Франц Бекенбауер — 10 разів, далі розташовувалися Мішель Платіні — 8, Йоган Кройф — 7, Еусебіу — 6, а також Карл-Гайнц Румменігге та Луїс Суарес — по 5 разів.
- Франц Бекенбауер також залишався лідером за кількістю потраплянь у 10-ку найкращих — 11 разів, за ним йшли Мішель Платіні та Йоган Кройф — по 9, Еусебіу, Джанні Рівера та Герд Мюллер — по 8, Боббі Чарлтон та Карл-Гайнц Румменігге — по 7 разів.
- Франк Райкард вдруге поспіль потрапив у трійку найкращих, у 1988 році у нього було теж третє місце.
- Олексій Михайличенко та Олег Кузнецов стали 5-м та 6-м футболістами київського «Динамо», які мінімум двічі фігурували в опитуваннях щотижневика «Франс Футбол». Раніше це вдавалося Євгену Рудакову, Олегу Блохіну (4 рази), Олександру Заварову та Анатолію Дем'яненку.
- Олександр Заваров став другим українцем, після Олега Блохіна, який вчетверте потрапив у загальний залік опитування щотижневика «Франс Футбол», також першим, хто зробив це вчетверте поспіль.